# Francuski jezici
Francuski jezici  (privatni kod: fren), naziv za skupinu pet srodnih jezika šire oilske skupine, kojima se služi nekoliko jezično srodnih naroda zapadne Europe, poglavito u Francuskoj, Švicarskoj (govore ga Frankošvicarci) i Belgiji te u drugim dijelovima svijeta gdje su se iselili, naročito u području kanadske provincije Quebec (Frankokanađani), nekim afričkim državama gdje je službeni ili se govori od domorodačkog stanovništva i malenih novih nacija i naroda kao što su Martinikanci, Kajuni, etc.  U Francuske jezike spadaju:
1. francuski jezik (64,858,000), govore ga Francuzi i Frankošvicarci. Zemlje: Francuska (51,000,000), Alžir (110,600, 1993; 20% populacije razumije ga čitati i pisati), Andora (2,400, 1986; nacionalni jezik), Belgija (4,000,000; službeni), (Benin (16,700, 1993 Johnstone; službeni), Burkina Faso (službeni), Burundi (2,200, 2004; službeni), Čad (3,000, 1993; službeni), Demokratska Republika Kongo (službeni), Džibuti (15,440, 1988; službeni), Ekvatorska Gvineja (službeni), Francuska Gijana (nacionalni jezik), Francuska Polinezija (25,668, 2000 WCD; službeni), Gabon (37,500, 1993 Johnstone; službeni), Gvadalupe (7,300, 2004; službeni), Gvineja (službeni), Haiti (600, 2004; službeni. 400,000 govornika kao drugi jezik.), Italija (100,000, 1987 Harris; službeni), Kambodža (nepoznato; govori se kao drugi jezik među starijim osobama), Kamerun (službeni), Kanada (6,700,000; službeni), Komori (1,700, 1993; službeni), Republika Kongo (28,000, 1993; službeni), Libanon (16,600, 2004; službeni), Luksemburg (13,100, 1993 Johnstone), Madagaskar (18,000, 1993 Johnstone; službeni), Mali (9,000, 1993 Johnstone; službeni), Martinik (9,000, 2004; nacionalni jezik Martinikanaca), Mauricijus (37,000; službeni), Mayotte (2,450, 1993 Johnstone; službeni), Monako (17,400, 1988; službeni), Niger (6,000, 1993 Johnstone; službeni), Nova Kaledonija (53,400, 1987; službeni), Obala Bjelokosti (17,470, 1988 popis; službemi), Réunion (2,400, 1993 Johnstone; službeni), Ruanda (2,300, 2004; službeni), Saint Pierre i Miquelon (5,114, službeni), Sejšeli 977 (1971 popis; službeni), Senegal (službeni), Srednjoafrička Republika (9,000, 1996; službeni), Švicarska 1,272,000 (1990 popis; službeni), Togo 3,000 (1993; službeni), Tunis 11,000 (1993), UK 14,000 (1976, Stephens. Službeni na Kanalskim otocima), Vanuatu 6,300 (1995; službeni), Wallis i Futuna 120 (1993 Johnstone)..
2. judeofrancuski jezik (tsarfatit) †, sjeverna Francuska i susjedna Njemačka.
3. kajunski jezik (Kajuni u močvarnim predjelima Louisiane),
4. pikardijski jezik, Pikardi iz sjeverne Francuske, Pikardija. 1,901,000 etničkih. Broj govornika nepoznat.
5. valonski jezik, Belgija, govore ga Valonci.

## Povijesni francuski jezici
Postojala su tri priznata povijesna francuska jezika
- Anglonormanski [xno]
- Srednjofrancuski [frm]
- Starofrancuski [fro]

## Vanjske poveznice
- Ethnologue (14th)
- Ethnologue (15th)